# Château de la Matray
Le château de la Matray est un édifice situé à Souvigny, en France.

## Localisation
Le château est situé sur la commune de Souvigny, dans le département de l'Allier, en région Auvergne-Rhône-Alpes.

## Description
La construction actuelle a remplacé une ancienne maison forte. Le bâtiment principal, de plan rectangulaire à deux niveaux et combles perdus, reçoit deux bâtiments secondaires mais importants, en retour d’équerre, sur un plan en U, alors qu’une tourelle carrée à quatre niveaux. L’ensemble est entouré de douves en eau et franchies par un pont dormant. Autour du château, délimitant un parc arboré, l’enceinte garde les vestiges de deux tours rondes.

## Historique
Ancienne maison forte dont la construction remonte probablement au XVIe siècle sur l'emplacement d'un ouvrage plus ancien dont l'existence est connue au XIVe siècle. L'édifice a été très remanié au XVIIe siècle.
Le château est inscrit partiellement au titre des monuments historiques  par arrêté du 16 avril 1975,.